# 오사카 시립 박물관
오사카 시립 박물관(일본어: 大阪市立博物館)는 오사카성 내에 있던 박물관이다. 구 육군 제4사단 사령부 청사를 이용하여 1960년에 개관하여 2001년에 폐관했다.

## 같이 보기
- 분류:오사카시의 박물관